# Arunachalam Muruganantham
Arunachalam Muruganantham (Índia, 1962) é um empresário indiano e inventor de uma máquina de produção de absorventes de baixo custo.  Em 2014, apareceu na lista de 100 pessoas mais influentes do ano pela Time.